# Рамалла
Рама́лла, Рамаллах (араб. رام اللهо файле‎ — Рам-Аллах, транслитерация с огласовками: Ram All͊̾h; ивр. רמאללה‎) — палестинский город в центральной части Западного берега реки Иордан, примыкающий к Эль-Бире. Расположен в 13 км к северу от Иерусалима.
С 1993 года служит административной столицей Палестинской автономии, созданной в результате Соглашений в Осло и переименованной в 2013 году указом председателя ПНА Махмуда Аббаса в Государство Палестина, которое является частично признанным государством.
Население — 84 000 чел. (2019). Примерно половину населения составляют арабы-христиане, а другую половину — арабы-мусульмане.

## История

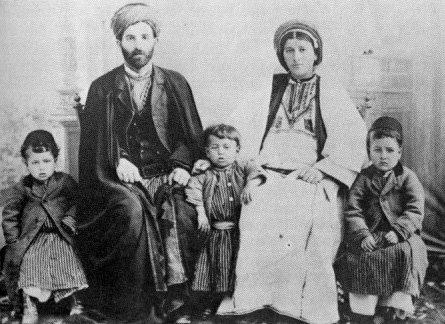
Христианская семья в Рамалле (1905)

В эпоху Судей, предположительно, на этом месте находилось упоминаемое в Библии селение Рама (Раматаим-Цофим), которое было в то время духовным центром Израиля, — здесь располагалась резиденция судьи Самуила (1Цар. 7:17), здесь он родился и был похоронен (1Цар. 1:19; 25:1); здесь же, согласно библейскому преданию, был помазан на царство первый царь израильтян, Саул (1Цар. 10:1). Древний город стоял на стратегически важном пути из Сихема в Иерусалим, а также на пути через Иудейские горы, связывавшем долину Иордана с Прибрежной равниной.
Современный город, согласно местной традиции, основан в середине XVI века арабской христианской семьёй, переселившейся сюда из Заиорданья.
- В 1948 году в ходе Арабо-израильской войны 1947—1949 годов Рамалла была занята Трансиорданией.
- В 1967 году после Шестидневной войны, была занята израильскими войсками.
- В 1993 году в рамках «Соглашений в Осло» Рамалла была передана Палестинской автономии.
- В мае 2002 года, после окончания операции «Защитная стена», израильские войска были выведены из Рамаллы[12].
- В 2004 году в Рамалле (где долгое время располагалась его резиденция) был похоронен Ясир Арафат[13].
- В 2005 году мэром Рамаллы стала политически нейтральная женщина-христианка[14].

## География и климат
Город Рамалла входит в зону так называемого «Средиземноморского климата», для которого характерны относительно засушливое, жаркое лето и достаточно тёплая, дождливая зима с редкими снегопадами. Среднегодовое количество осадков по данным Палестинской метеорологической директории за 2012 год составило 615 мм; минимальное годовое количество осадков в абсолютном выражении составляет 307 мм, максимальное — 1,591 мм.
Согласно «Классификации климатов Кёппена» Рамалла относится к категории «Csa» («Cs» — «климат умеренно тёплый с сухим летом» и «a» — «жарко: 23—28 °C»). Климат данной категории характерен для западных окраин всех континентов на широтах между 30° и 45°, из-за возникающих здесь именно зимой резко-полярных региональных атмосферных фронтов, обеспечивающих над побережьями изменчивую, дождливую погоду с относительно высокими температурами. Летом в районах данной категории сухо и жарко благодаря формированию устойчивой системы областей высокого давления, граничащих непосредственно с прибрежной полосой, где летнее давление немного снижается из-за холодных морских течений, порождающих туманы.

## Экономика
Рамалла — официальный административный центр Палестинской автономии, как следствие, здесь располагаются штаб-квартиры международных организаций и миссии дипломатических служб. Многочисленные международные переговоры, консультации и целевые гуманитарные инвестиции, сделанные в развитие экономики региона после окончания Второй интифады, заметно повысили экономический потенциал столицы.
Строительный бум в Рамалле, наблюдавшийся в конце первого десятилетия XXI-го века, и достигавший в годовом выражении 8 %, специалисты расценивают как признак зарождающегося устойчивого экономического роста в регионе. Надежды на рост связывают, прежде всего, с сохранением политической стабильности, а также с сохранением уровня международных инвестиций. Оживление экономики Рамаллы привлекает сюда жителей других палестинских городов, где работу найти труднее. Площадь городской застройки в Рамалле в период с 2002 по 2010 год выросла в 5 раз.
К 2010 году Рамалла становится лидером экономической и политической активности среди территорий, подконтрольных Палестинской автономии В течение строительного бума в начале XXI века в городе появились первоклассные апартаменты, престижные кварталы и пятизвёздочные отели; в 2010 году более сотни палестинских бизнесов объявили о своём перемещении в Рамаллу из Восточного Иерусалима, поскольку здесь меньше налогов и больше покупателей. Один из местных бизнесменов заявил журналисту, что «Рамалла становится столицей Палестины де факто»; заявлению бизнесмена по-своему вторит и газета «The New York Times», писавшая, что «Рамалла — де факто столица Западного берега реки Иордан». Некоторые палестинцы при этом утверждают, что процветание Рама́ллы — «часть израильского конспиративного плана», ставящего целью всеобщее признание Рамаллы столицей Палестинского государства вместо Иерусалима.

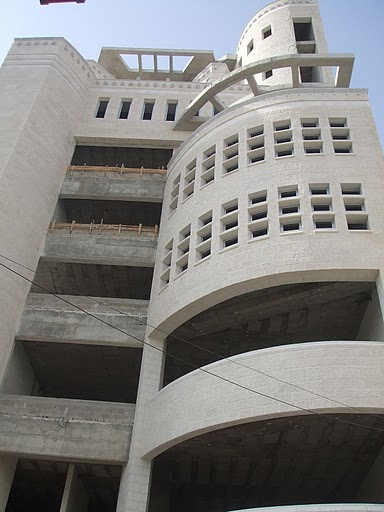
Строящийся в Рамалле торговый центр, 2010
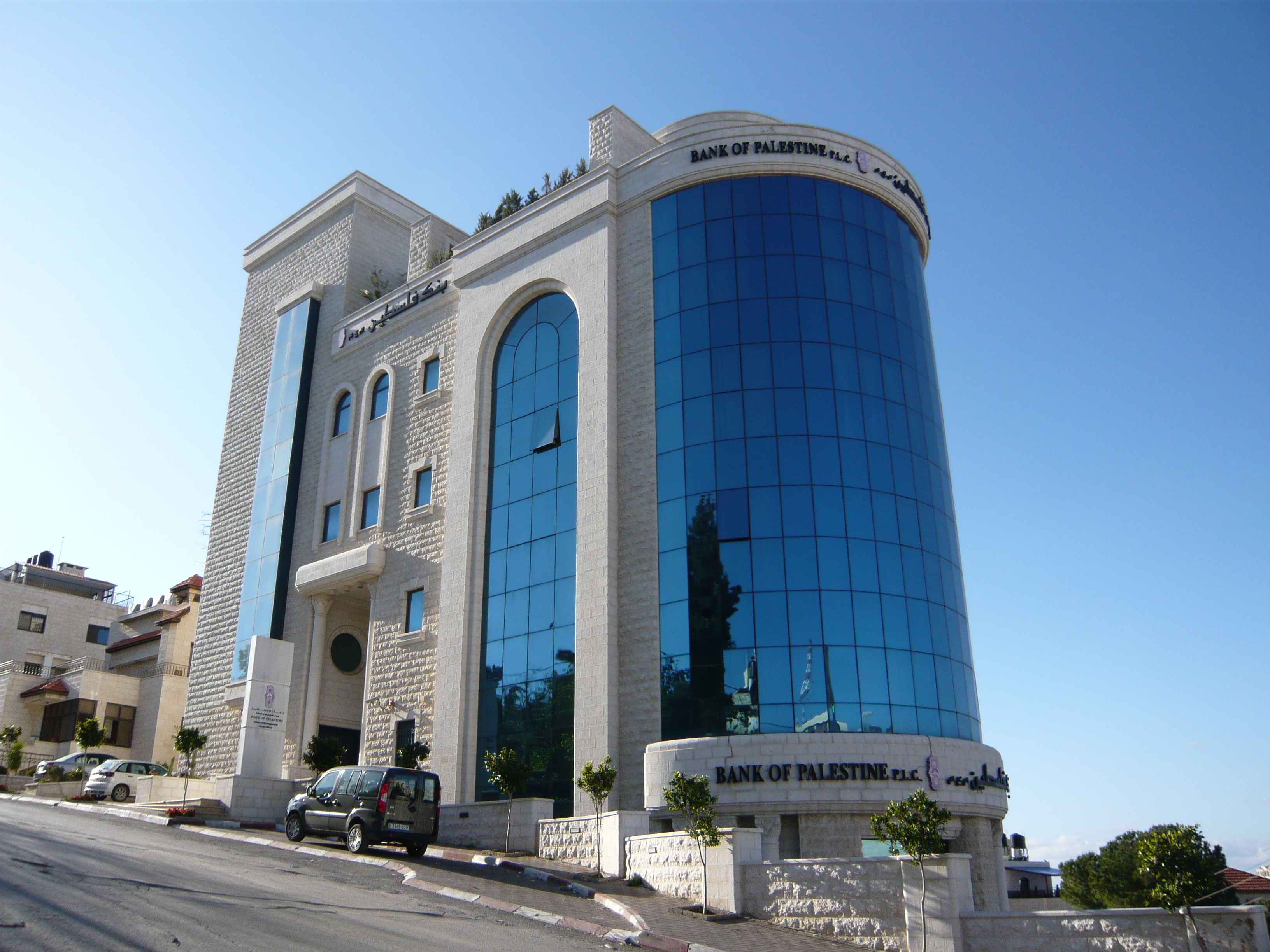
Головной офис «Банка Палестины», Рамалла